# Henry Smart
Pour les articles homonymes, voir Smart (homonymie).
Henry Smart est un violoniste, chef d'orchestre et compositeur anglais né en 1778 à Londres et mort le 27 novembre 1823 à Dublin.

## Biographie
Henry Smart naît à Londres en 1778,.
Il étudie le violon auprès de Wilhelm Cramer et commence sa carrière de musicien à l'âge de quatorze ans, se produisant à l'Opéra, au Concerts of Antient Music (en) ainsi qu'à l'Academy of Ancient Music (en) de Londres,.
Le 14 février 1806, il épouse Ann Stanton Bagnold à Stoke Poges dans le Buckinghamshire.
Comme chef d'orchestre, Henry Smart dirige au Lyceum Theatre, entre 1809 et 1812, puis au théâtre de Drury Lane, entre 1812 et 1821. Comme interprète, il est membre de la Philharmonic Society à compter de 1813,.
En parallèle, il ouvre une fabrique de pianos, en 1821, et obtient un brevet pour des améliorations apportées à la construction des instruments, en 1823,.
Comme compositeur, Henry Smart est l'auteur d'un ballet à succès, Laurette, représenté au King's Theatre en 1803,.
Il meurt d'une fièvre typhoïde le 27 novembre 1823 à Dublin, où il s'était rendu pour dispenser son enseignement,. 
Henry Smart est le frère du musicien George Thomas Smart (1776-1867) et le père de l'organiste et compositeur Henry Thomas Smart (1813-1879) et d'Harriet Anne Smart (en) (1817-1883), compositrice amateur et artiste, épouse du peintre William Callow,.